# TC Chrobry Lasocki Głogów
TC Chrobry Lasocki Głogów is een wielerploeg die een Poolse licentie heeft. De ploeg bestaat sinds 2013. TC Chrobry Lasocki Głogów komt uit in de continentale circuits van de UCI. Boleslaw Bald is de manager van de ploeg.

## Seizoen 2014

### Transfers
| Inkomend | Team 2013 | Uitgaand | Team 2014 |
| -------- | --------- | -------- | --------- |

## Seizoen 2013

### Renners
| Naam                           | Geboortedatum    | Nationaliteit | Ploeg 2012 |
| ------------------------------ | ---------------- | ------------- | ---------- |
| Damian Fornalski               | 26 maart 1991    | Polen         | Neo        |
| Tomasz Grabarek                | 14 januari 1994  | Polen         | Neo        |
| Kantek Jakub                   | 8 april 1994     | Polen         | Neo        |
| Norbert Krakowiak              | 20 februari 1993 | Polen         | Neo        |
| Tomasz Kudelski (vanaf 5 juli) | 16 juni 1992     | Polen         | Geen       |
| Damian Lasota                  | 21 februari 1993 | Polen         | Neo        |
| Adam Majorek                   | 24 februari 1993 | Polen         | Neo        |
| Lukasz Marcinkowski            | 31 januari 1994  | Polen         | Neo        |
| Jakub Pytka                    | 3 december 1994  | Polen         | Neo        |
| Piotr Skrzeszewski             | 20 april 1994    | Polen         | Neo        |
| Patryk Stosz                   | 15 juli 1994     | Polen         | Neo        |
| Szymon Strzedula               | 15 november 1992 | Polen         | Neo        |
| Konrad Tomasiak                | 2 december 1991  | Polen         | Neo        |
| Bartosz Zajac                  | 12 februari 1993 | Polen         | Neo        |
| Konrad Zatorski                | 29 februari 1992 | Polen         | Neo        |